# Livre des Bermudes
Pour les articles homonymes, voir Livre (monnaie).
La livre (en anglais pound) est l'ancienne monnaie des Bermudes depuis le XVIIe siècle jusqu'en 1970, date à laquelle elle est remplacée par le dollar des Bermudes.
Elle était divisée en 20 shillings ou 240 pence. 

## Histoire monétaire

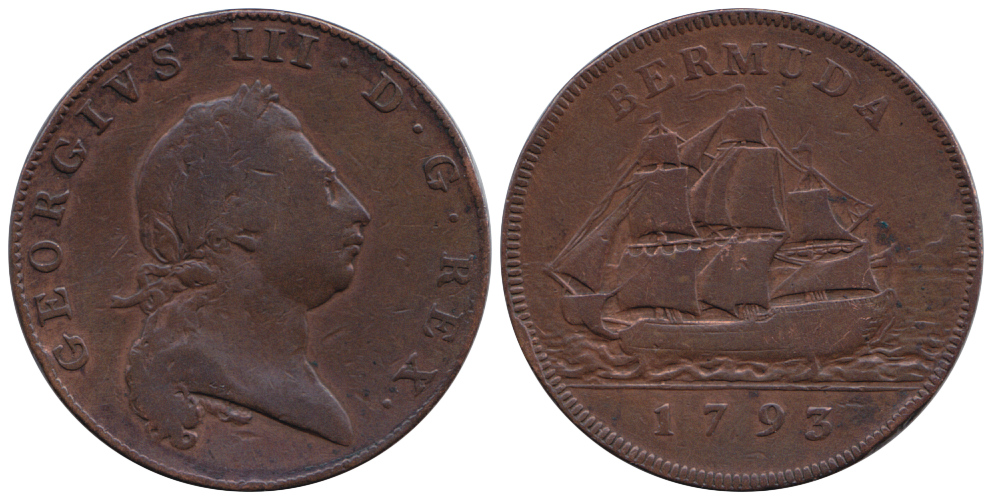
Рenny 1793.

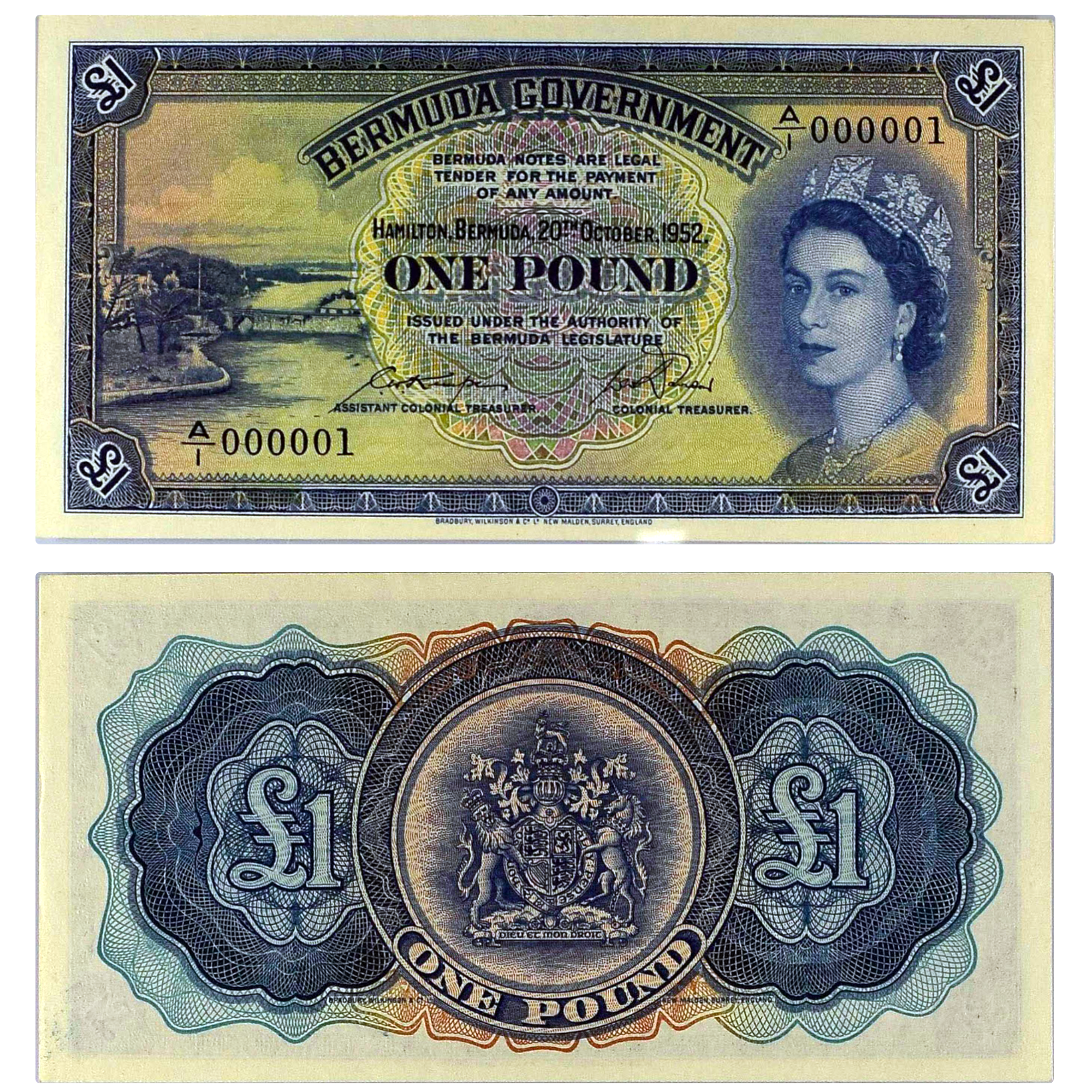
Billet de 1 livre (type 20 oct. 1952), recto-verso.

Les Bermudes ont la particularité d'être la première colonie anglaise à produire une monnaie spécifique. Le 29 juin 1615, la Somers Isles Company (ou Company of the City of London for the Plantacion of The Somers Isles), est fondée à Londres, appareillant des navires pour exploiter les richesses des « Îles Somers », nommée en hommage à George Somers et qui est l'ancien nom des Bermudes. En 1616, le gouverneur des îles, le capitaine Daniel Tucker (v. 1575-1625), autorise la compagnie à frapper des monnaies destinées aux échanges locaux. Ces frappes prennent la forme de pièces en laiton, pour des valeurs de 2, 3, 6 et 12 pence. Les motifs gravés montrent au revers un navire flanqué de la croix de Saint-Georges et à l'avers un chiffre romain indiquant la valeur, surmontant la représentation stylisée d'un cochon domestique (en anglais hog) ou plus vraisemblablement d'un cochon marron (boar), animal endémique sur ces terres, toujours est-il que cette série de premières monnaies fut appelée par la suite hog money. Cependant, jusqu'en 1684, c'est le tabac qui sert principalement de monnaie d'échange. Le spanish dollar y fut cependant largement circulant jusqu'en 1825, cependant que ces pièces en principe contremarquées aux armes du souverain britannique demeuraient rares. Le taux d'échange pratiqué vers 1707 pour une pièce en argent de 8 réaux était de 4 shillings, un taux très bas qui reposait sans doute sur un trafic, quand le taux officiel était de 6 shillings et 8 pence. Voilà pourquoi à partir de 1761, le gouverneur est autorisé par le Board of Trade and Plantations à faire imprimer du papier monnaie : appelés certificates, ils permettaient de pallier le manque de numéraire, et ne servent quà payer des salaires, et sont garantis par le Trésor britannique. La seconde série d'émission prend place en 1793 au nom de George III. Des pièces de 1 penny en cuivre sont frappées avec la légende Bermuda inscrite au dessus un motif représentant un navire, pour un tirage inférieur à 50 000 unités, fabriquées par la Soho Mint. En route pour les Bermudes, plus de la moitié de la cargaison fut pillée par un navire français. Après cette date et jusqu'en 1970, ce sont les pièces officielles du Royaume-Uni en livre sterling qui ont cours légal, situation renforcée par une loi de 1882, interdisant la circulation légale du dollar américain voisin. En 1959 et 1964, deux pièces commémoratives de 5 shillings sont émises par la Royal Mint, en argent 500 millièmes. 
En 1914, le Gouvernement bermudien introduit un billet de 1 livre sterling, suivi en 1920 par un billet de 5 shillings, de 10 shillings en 1927 et de 5 livres en 1941. Le billet de 10 livres fut produit à partir de 1964.
En 1970, la livre est décimalisée et remplacée par le dollar au taux de 1 ₤ = 2,40 $. La monnaie quitte ensuite temporairement la zone sterling le 22 juin 1972, puis définitivement en 1979.